# Buccinum yokomaruae
Buccinum yokomaruae is een slakkensoort uit de familie van de Buccinidae. De wetenschappelijke naam van de soort is voor het eerst geldig gepubliceerd in 1965 door Yamashita & Habe.